# Eric Kendricks
Eric-Nathan M. Kendricks (* 29. Februar 1992 in Clovis, Kalifornien) ist ein US-amerikanischer American-Football-Spieler. Er spielte acht Jahre lang bei den Minnesota Vikings in der National Football League (NFL) als Linebacker und spielte anschließend auch für die Los Angeles Chargers, zurzeit steht er bei den Dallas Cowboys unter Vertrag.

## College
Nachdem Kendricks bereits an der Highschool sein Talent bewies, an der er auch andere Positionen spielte, besuchte er von 2010 bis 2014 die University of California. Er stellte dabei eine Reihe von Schulrekorden auf, so konnte er in seinen fünf Jahren auf dem College insgesamt 481 Tackles erzielen und als erster Spieler der UCLA den Butkus Award gewinnen, der jährlich an den besten Linebacker im College Football verliehen wird.

## NFL
Beim NFL Draft 2015 wurde er in der 2. Runde als insgesamt 45. Spieler von den Minnesota Vikings ausgewählt. Kendricks erhielt einen vierjährigen Vertrag über mehr als 5 Millionen US-Dollar.
Kendricks profitierte vom Trade des langjährigen Starters Gerald Hodges zu den San Francisco 49ers, konnte in der vierten Woche gegen die Denver Broncos starten und erzielte hier auch seinen ersten Sack gegen Peyton Manning. Nach starken Leistungen wurde er Ende Oktober zum Defensive Rookie of the Month ernannt, der erste Rookie der Vikings nach Kevin Williams 2003. Er beendete die Saison mit 92 Tackles und 4 Sacks und belegte damit jeweils den vierten Platz unter den Rookies des Jahres 2015.
Als Ersatz für den verletzten Bobby Wagner wurde Kendricks für den Pro Bowl 2020 nominiert.
Am 6. März 2023 wurde Kendricks von den Vikings in die Free Agency entlassen. Daraufhin nahmen die Los Angeles Chargers ihn am 14. März 2023 unter Vertrag. Er war in 14 von 15 Spielen Starter und setzte 117 Tackles. Nach der Saison wurde Kendricks am 5. März 2024 von den Chargers entlassen.
Am 13. März 2024 nahmen die Dallas Cowboys Kendricks unter Vertrag.

## Persönliches
Bereits Erics Vater, Thagon Kendricks, war ein professioneller Footballspieler. Er schaffte aber nie den Sprung in die NFL und spielte als Runningback in der Canadian Football League. Erics Bruder Mychal Kendricks spielt seit 2012 ebenfalls als Linebacker in der NFL und war für die Philadelphia Eagles und die Seattle Seahawks aktiv.